# Ferrocarril de Caldas
El Ferrocarril de Caldas fue una red ferroviaria de carga y pasajeros de Colombia, este sistema de transporte abastecía a lo que hoy se denomina Viejo Caldas, conectándolo con otras empresas de ferrocarriles y permitiendo el fácil transporte de mercancías y pasajeros, entre diferentes regiones del país.

## Historia

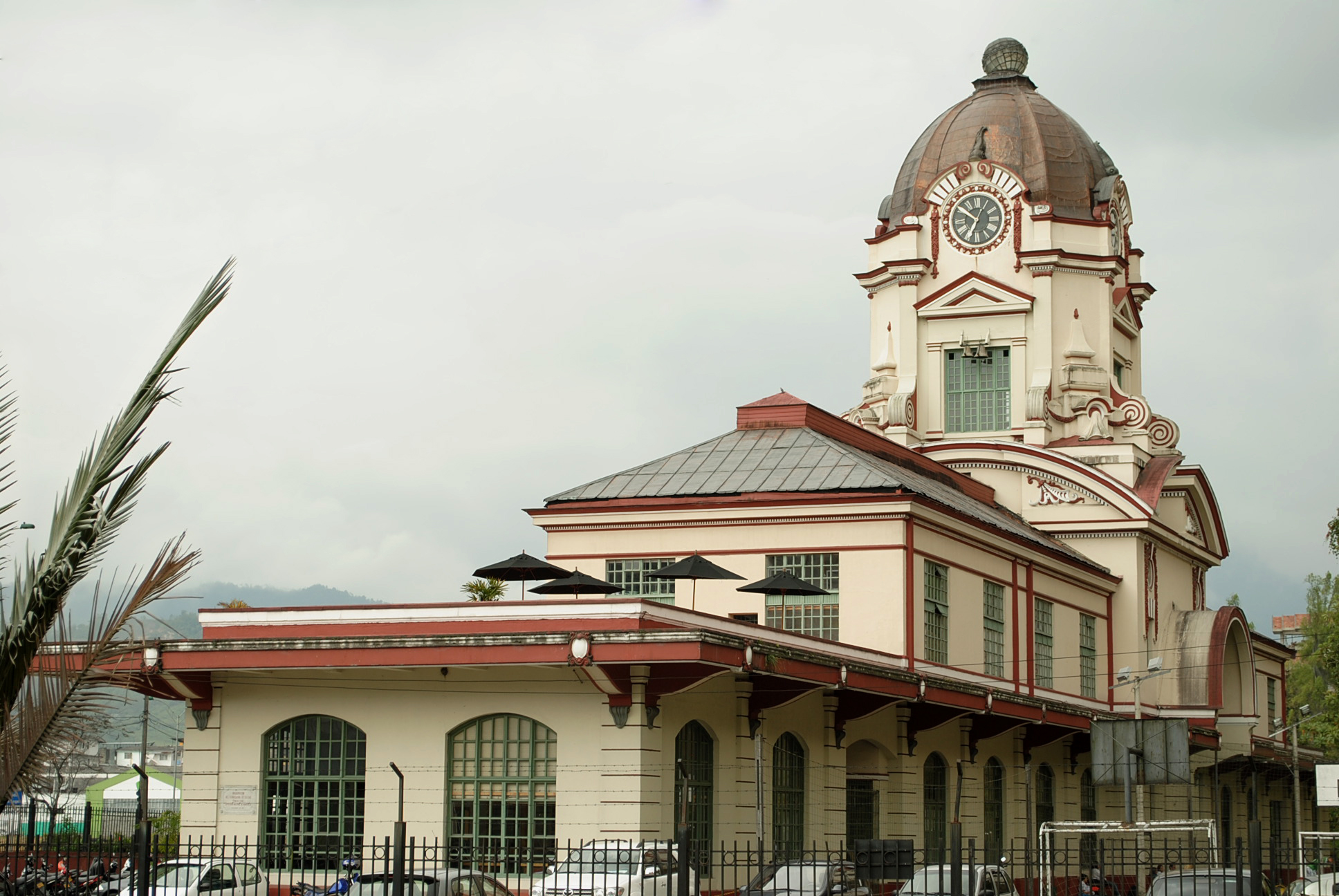
Estación del Ferrocarril en Manizales.

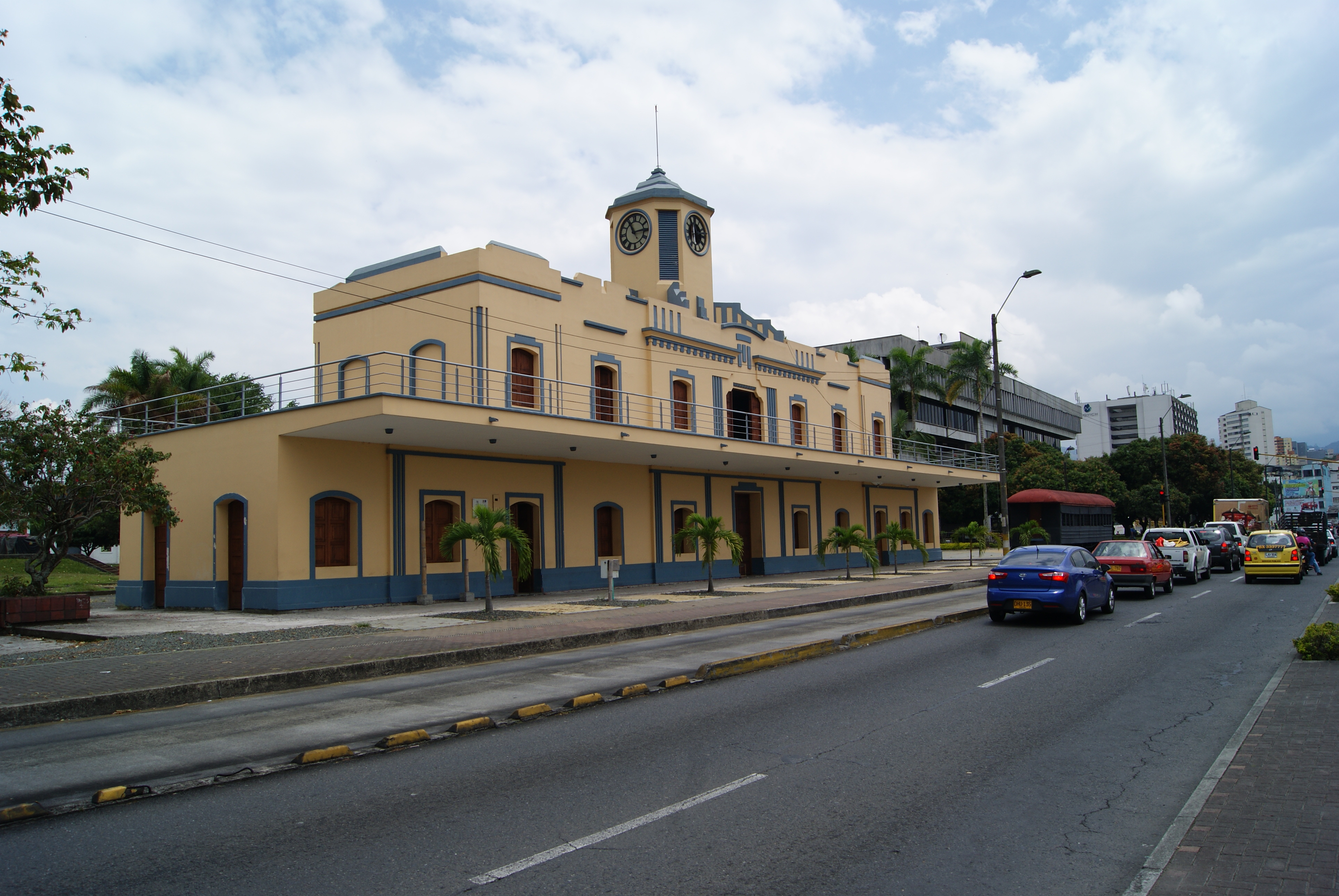
Estación del Ferrocarril en Pereira.

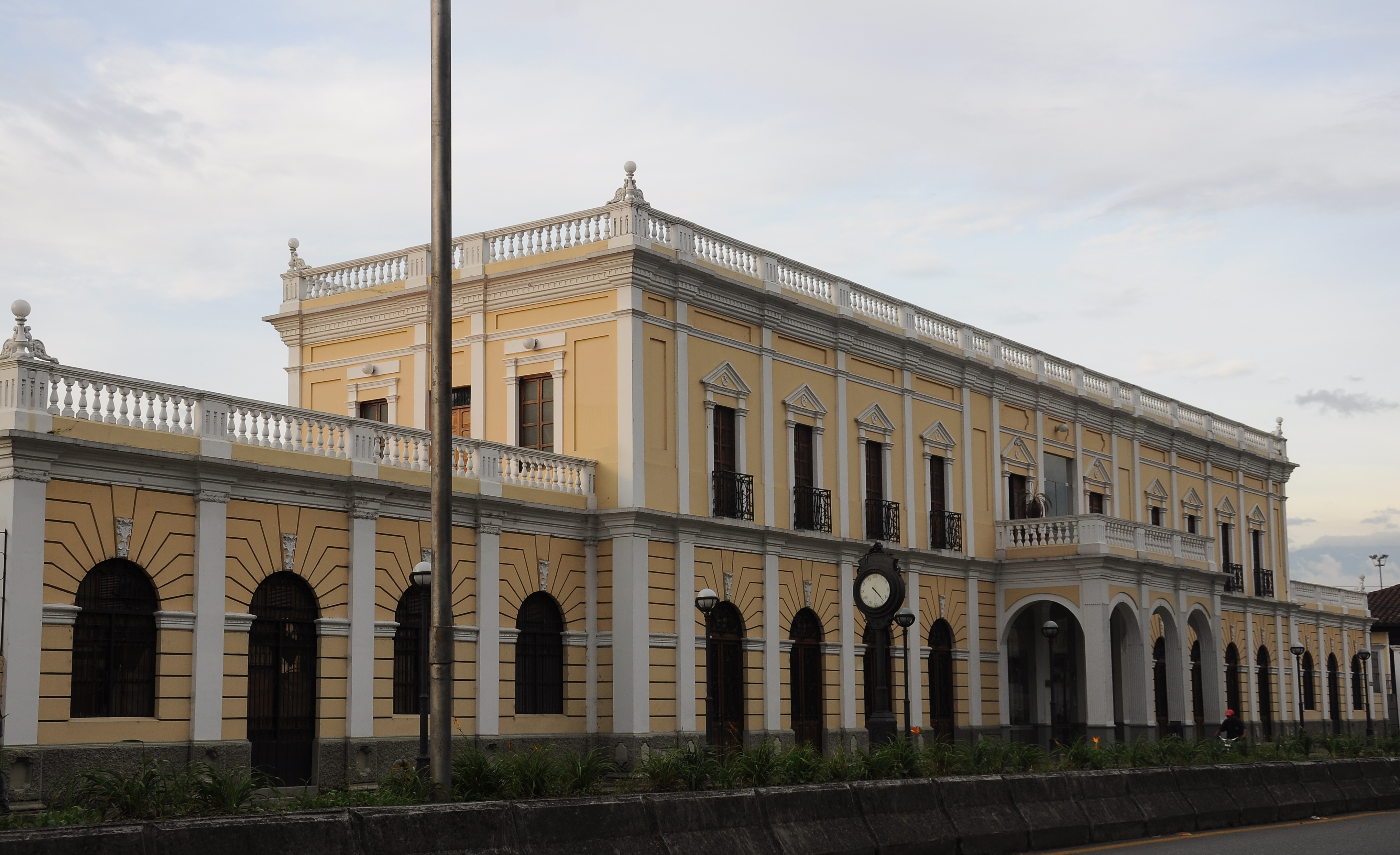
Estación del Ferrocarril en Armenia.

### Antecedentes
Los orígenes del ferrocarril, se remontan al año de 1888, cuando el departamento de Caldas aún no había sido creado, y cuyo territorio era dominado por los departamentos de Antioquia, Tolima y el Cauca; cuando el Gobierno Nacional sancionara la Ley 144, mediante la cual se autorizaba la compra de los derechos que poseía el departamento del Cauca sobre el ferrocarril de dicho territorio para otorgarle una concesión de privilegio que construyera un ferrocarril que partiendo de Buenaventura y pasando por Cali, llegara a Manizales. Posteriormente, y según lo reglamentado en la Ley 16 de 1890, se autorizaría la celebración del contrato entre el Gobierno Nacional y el señor James L. Cherry para la construcción del ferrocarril mencionado; sin embargo, dicho contrato no lograría materializarse, en esencia debido a las confrontaciones políticas, que desencadenaría una serie de guerras civiles que paralizarían el país.

### Aprobación del proyecto
El 2 de diciembre de 1911, los gobiernos nacional y departamental firmaron un contrato en que la Nación autorizaba al gobierno de Caldas a construir un ferrocarril desde el río Cauca hasta Manizales, de propiedad del Departamento, lo que permitió contratar al ingeniero bogotano Felipe Zapata Cuenca, para que hiciera un estudio preliminar para establecer la ruta, las especificaciones principales de la ferrovía y el presupuesto aproximado de construcción, el cual entregó el 1 de enero de 1912, en el que calculó el presupuesto en dos millones de pesos de entonces, cuando el peso colombiano era equivalente al dólar de Estados Unidos, recomendó además, iniciar la obra desde el río Cauca y luego construir hasta donde alcanzaran los fondos disponibles, con el fin de explotar económicamente lo construido para generar nuevos fondos para continuar y llevar de esa manera la obra hasta su término, A lo largo del año de 1914 el ingeniero también bogotano, Jorge Páez González, hizo los levantamientos topográficos completos y dibujó los planos de la vía que se necesitaban para iniciar la construcción, desde el río Cauca hasta la Quiebra de Vásquez, (hoy conocido como boquerón).

### Construcción
El inicio de la construcción, se inauguraría el 16 de julio de 1915, en el sitio conocido como Puerto Caldas con una ceremonia a la cual llegaron personalidades importantes de la región; el tramo comprendido entre Puerto Caldas y Estación Pereira, y durante sus primeros 10 kilómetros, estuvo a cargo de los ingenieros Jorge Escobar y Alfonso Bernal, quienes pese a numerosos inconvenientes asociados con factores climáticos que produjeron grandes desbordamientos e inundaciones del río Cauca sobre el corredor previsto, y los cuales a su vez obligaron a implementar obras no previstas como alcantarillas y puentes, lograrían llegar a la estación de La Marina, cercana a la población de Cartago, y hacer entrega al gobierno nacional de dicha línea.
La Primera Guerra Mundial y la consecuente disminución en las exportaciones de café a los países contendientes, hizo que se aplazara la obra hasta agosto de 1915, ya bajo la autoridad del ingeniero antioqueño Luis A. Isaza. Cuatro años después se inició la construcción y el 2 de julio de 1917, se inauguran los primeros 10 km, saliendo desde Cartago, en 1919, se inaugura el tramo hasta la estación Villegas, en 1923, se empalma el Ferrocarril del Pacífico con el de Caldas hasta llegar a Manizales, pasando primero por Villamaria, en ese entonces la ruta Tenía diez túneles con longitudes variadas desde 25 hasta 105 m. En 1929, llega a Armenia, en 1951, este ferrocarril pasó ser parte del Consejo Nacional de Ferrocarriles y hacia 1959, una turba arranca los rieles del ferrocarril en Pereira, dejando a Manizales desconectada del sistema, cesando operaciones.

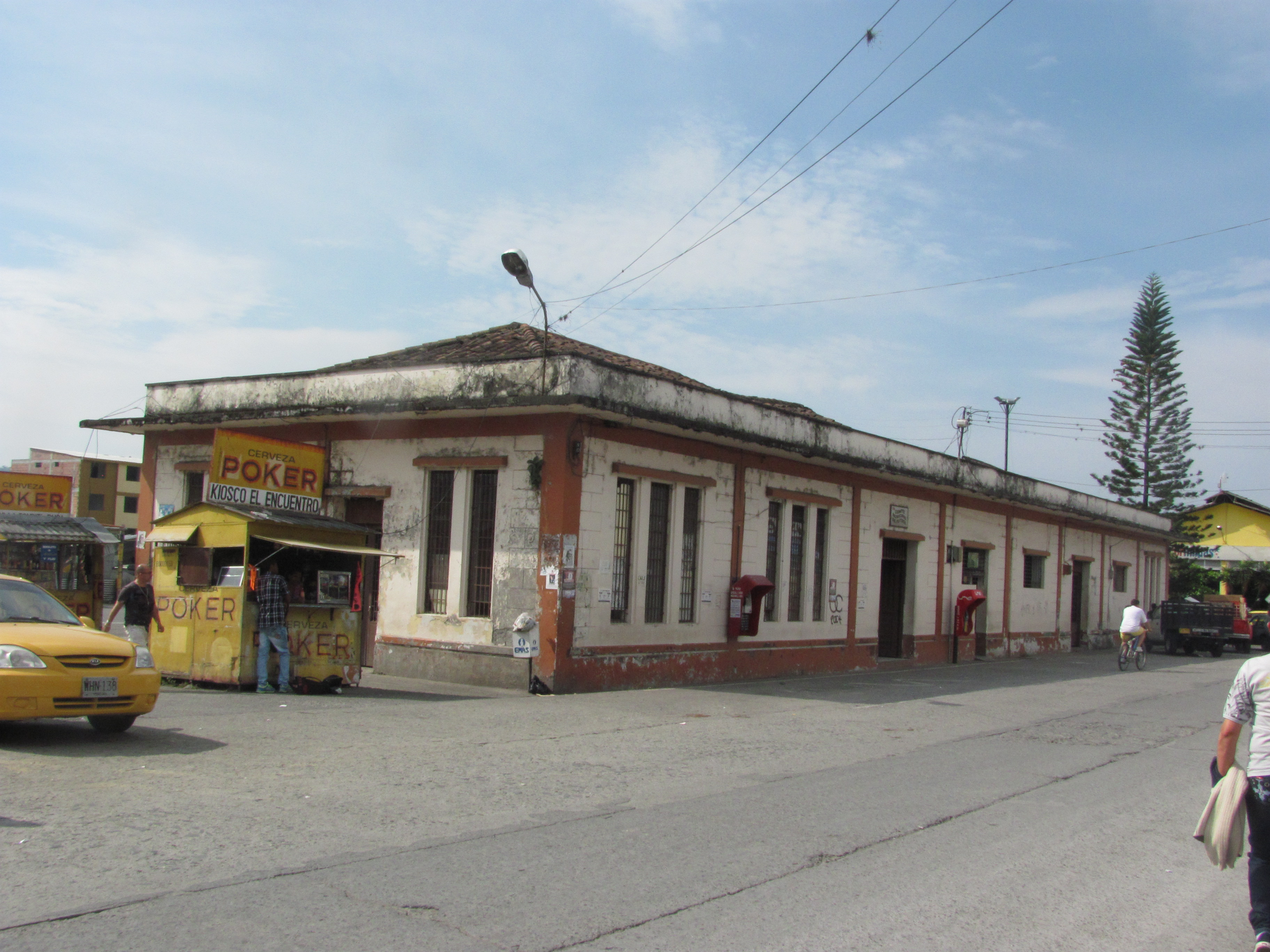
Estación Chinchiná.
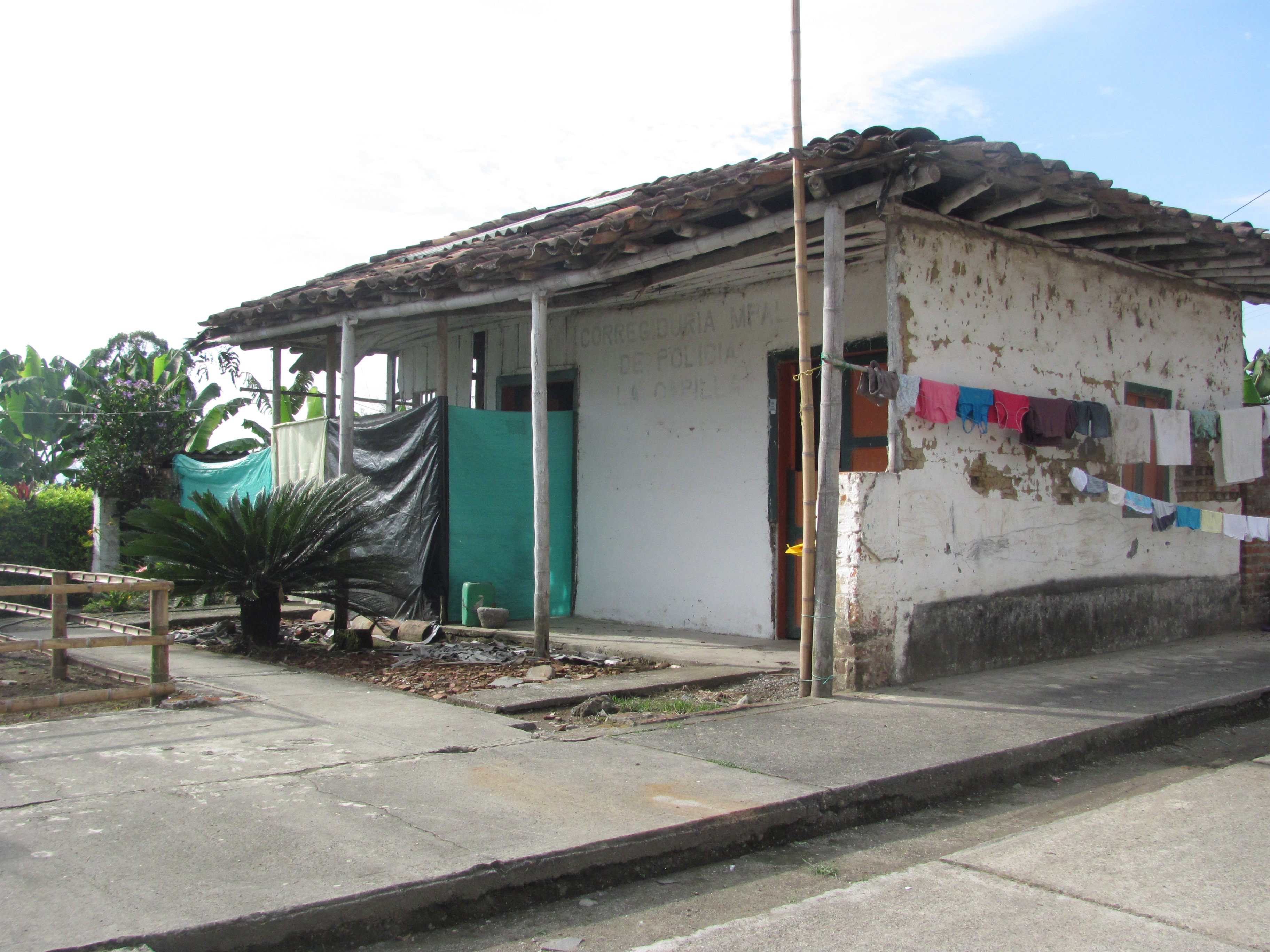
Estación La Capilla (Chinchiná)
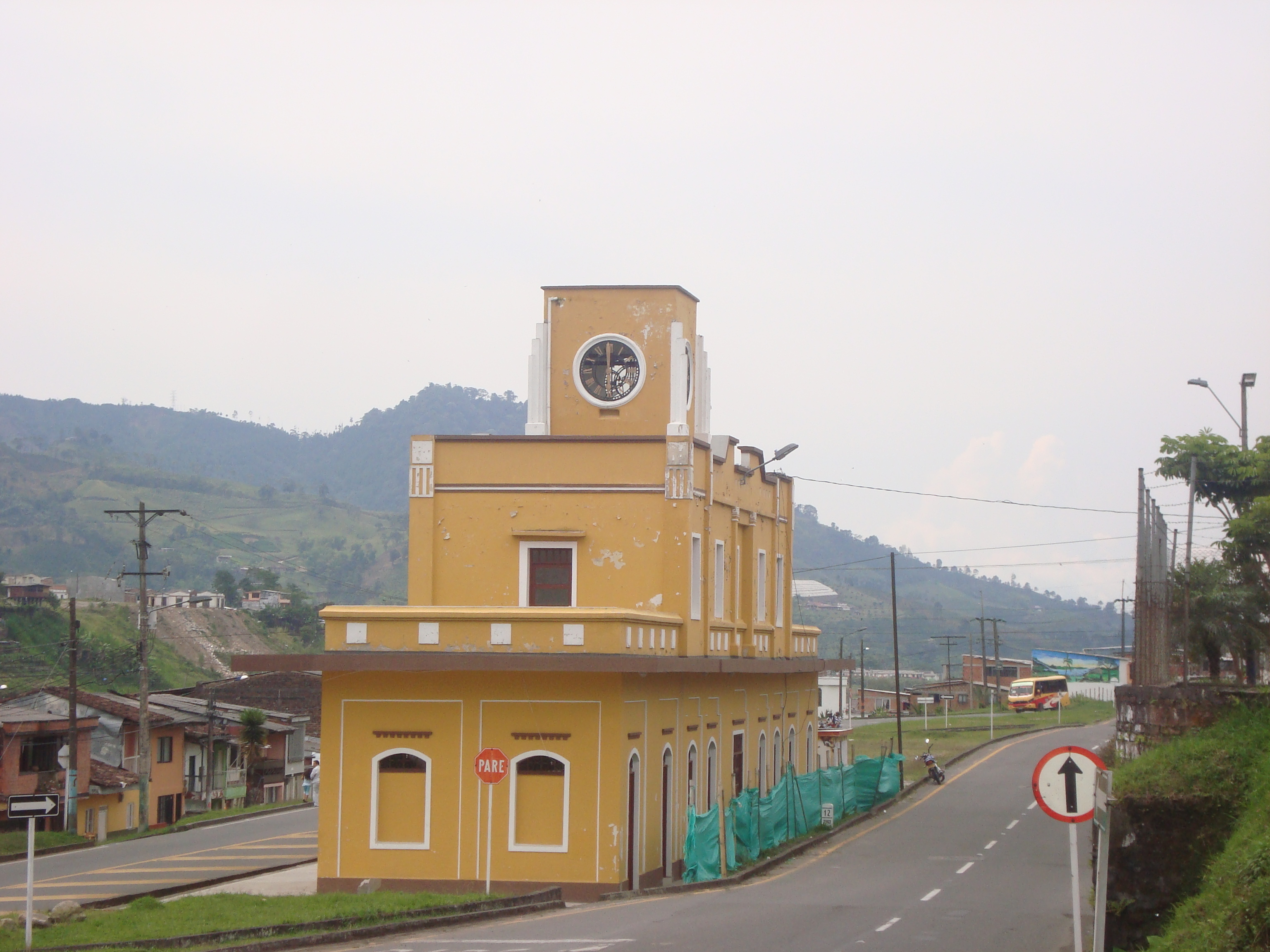
Estación Santa Rosa de Cabal.
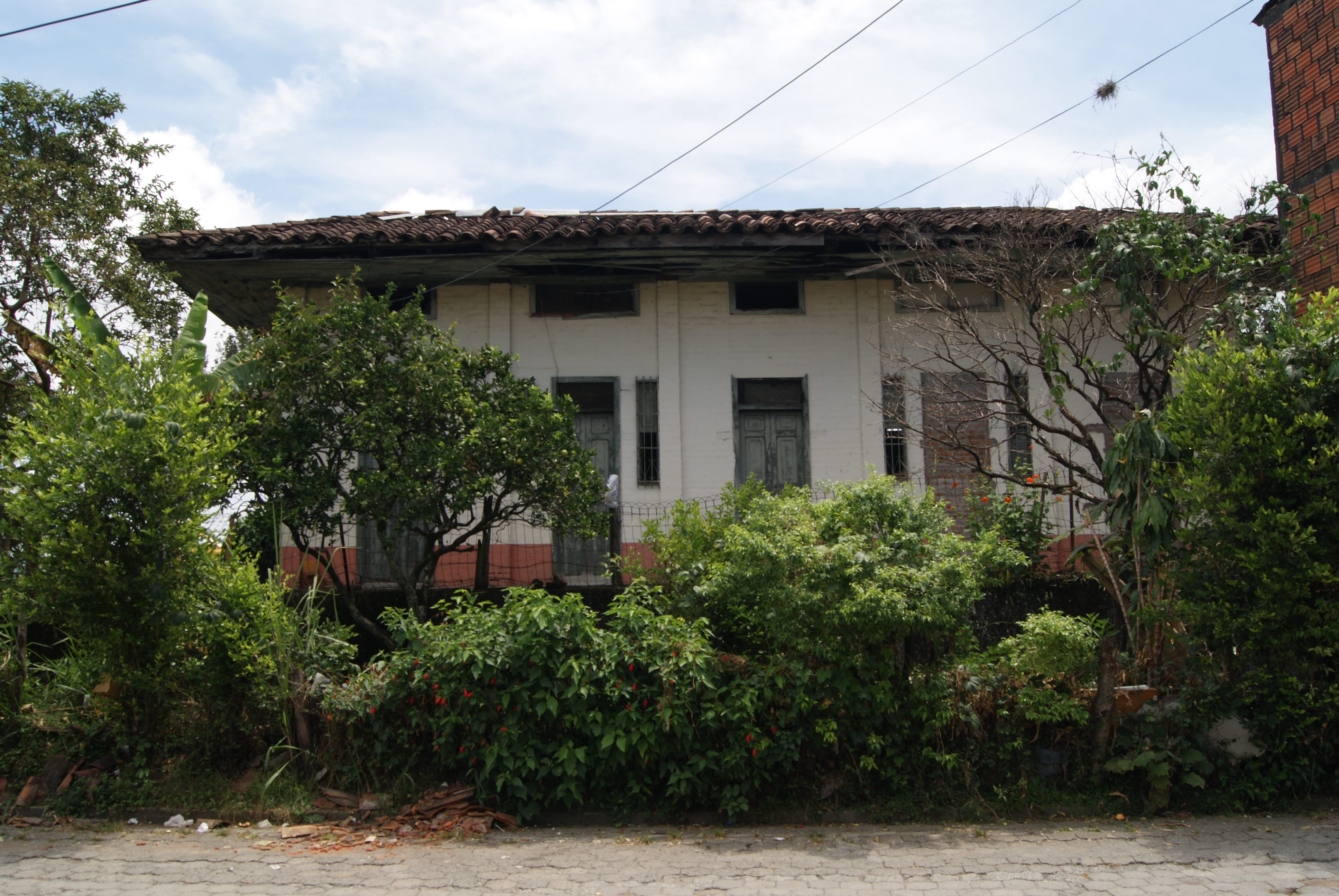
Estación Nacederos (Pereira)
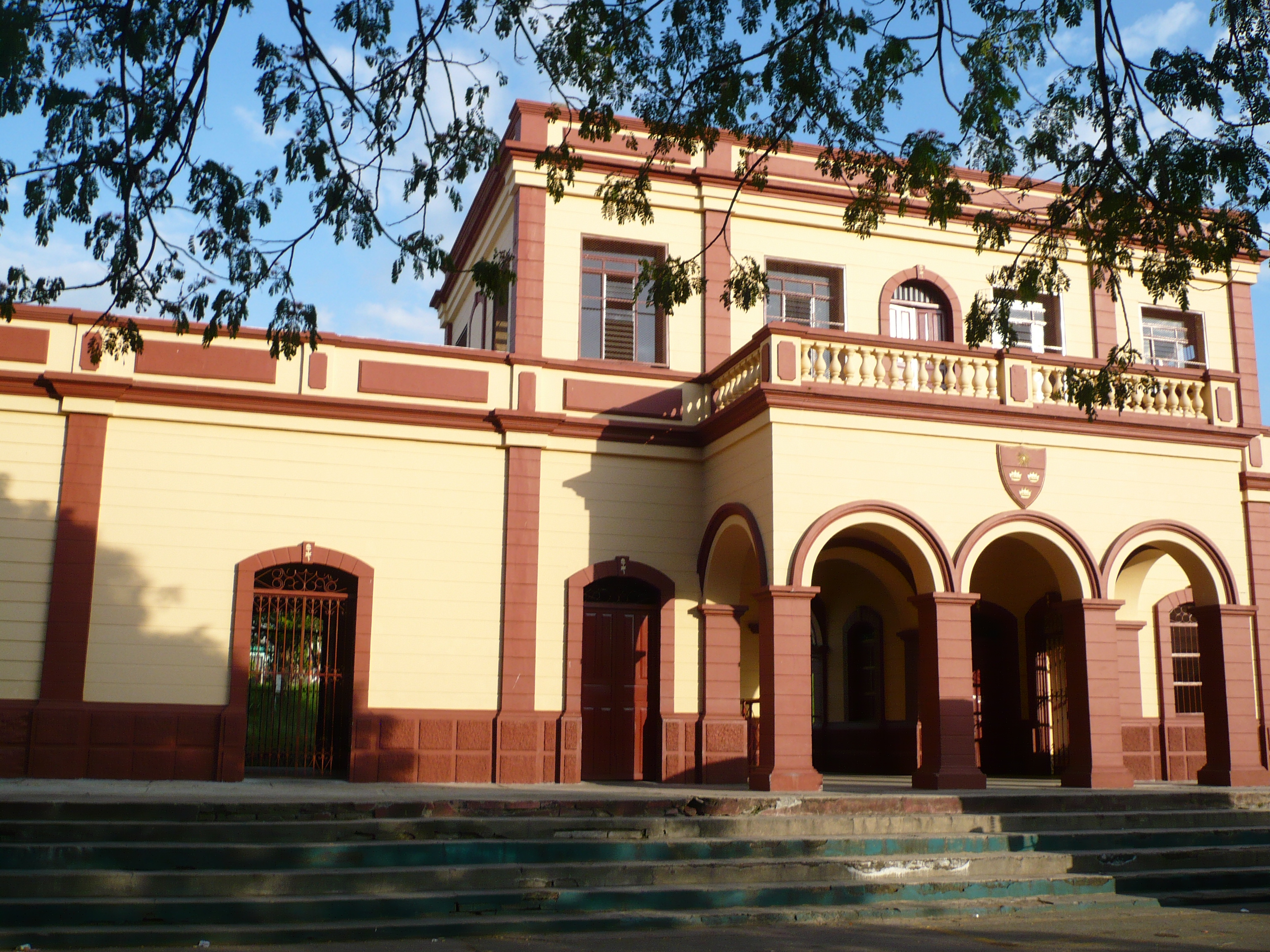
Estación Cartago.
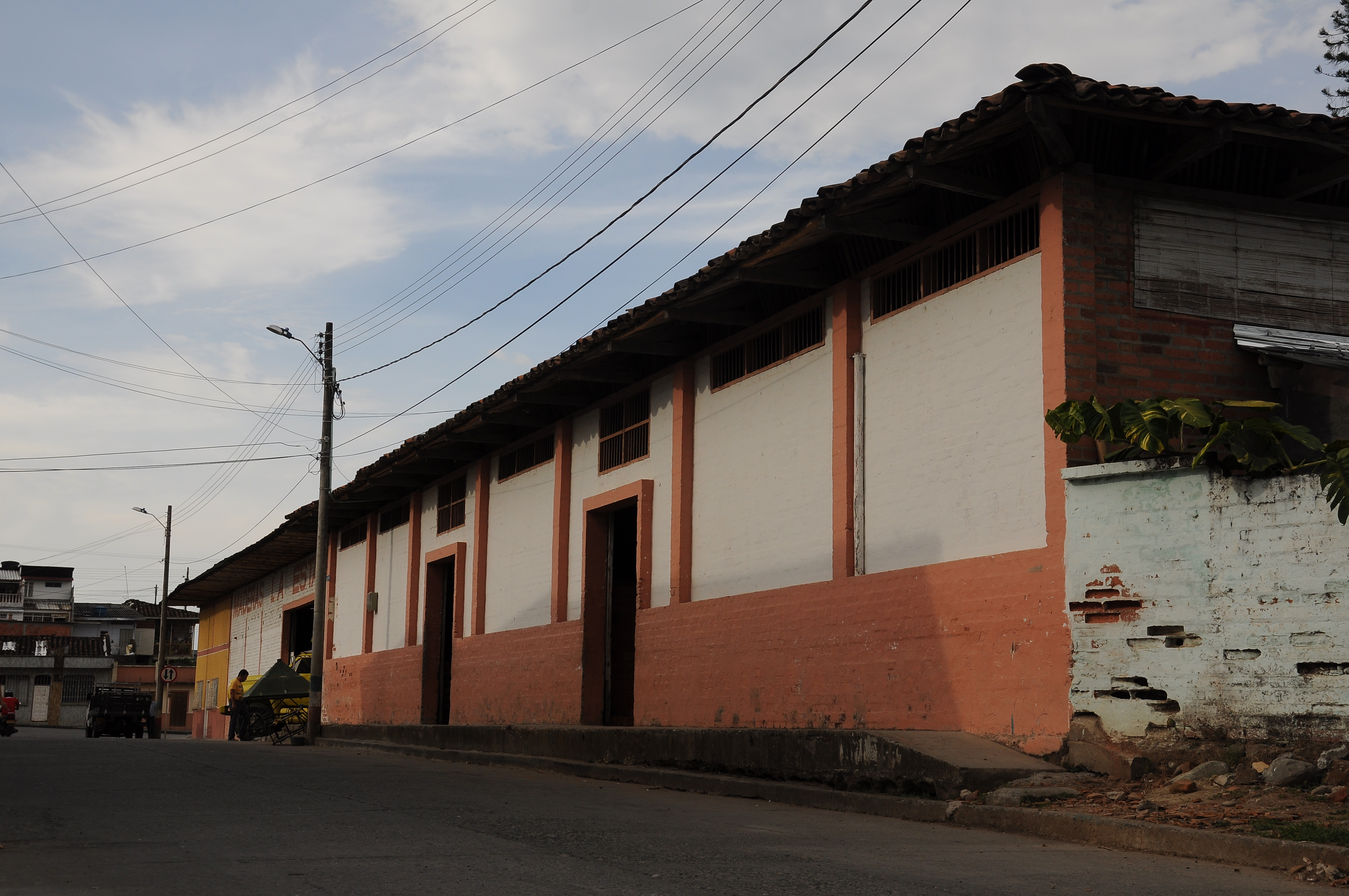
Estación Montenegro.